# 羅克鎮區 (愛荷華州蘇縣)
羅克鎮區（英語：Rock Township）是位於美國愛荷華州蘇縣的一個行政鎮區。

## 地方資料
根據2010年美國人口普查的數據，羅克鎮區的面積為91.97平方千米，當中陸地面積為91.72平方千米，而水域面積為0.25平方千米。當地共有人口4048人，而人口密度為每平方千米44.01人。